# J'ai perdu mon corps
J'ai perdu mon corps ( em português:  Perdi Meu Corpo, em inglês:  I  Lost My Body) é um filme de animação de drama de fantasia francês dirigido por Jérémy Clapin. Foi estreado na seção Semana Internacional da Crítica no Festival de Cannes de 2019, onde ganhou o Grande Prêmio Nespresso, tornando-se o primeiro filme de animação a fazer isso na história da seção.

## Enredo
Uma mão decepada escapa do laboratório em que está sendo realizada e inicia uma jornada angustiante de volta ao corpo, pertencente a um jovem Naoufel. Quando menino, Naoufel aspirava ser pianista e astronauta, e gostava de gravar sua vida cotidiana em um gravador. No entanto, depois que ele perde os dois pais em um acidente de carro, ele é forçado a viver com seu tio emocionalmente distante e seu primo bruto. Agora adulto, Naoufel anda de motocicleta como entregador de pizza, embora seja criticado por seu chefe por estar sempre atrasado. Durante uma entrega, Naoufel entrega uma pizza atrasada para uma jovem mulher, Gabrielle, em seu apartamento. Embora eles nunca se vejam (como Naoufel não consegue passar pela porta de segurança do saguão), eles mantêm uma longa conversa e Naoufel rapidamente se apaixona por ela.

## Elenco
- Hakim Faris como Naofel
- Victoire Du Bois como Gabrielle
- Patrick d'Assumçao como Gigi

## Lançamento
Em maio de 2019, após a estreia em Cannes, a Netflix adquiriu os direitos de distribuição mundial do filme, excluindo França, Turquia, China e região do Benelux. A Netflix lançou o filme em cinemas em alguns países durante 29 de novembro de 2019, incluindo nos Estados Unidos em 15 de novembro e no Reino Unido em 22 de novembro.